# Waldemar Anton
Waldemar Anton (Olmaliq, Uzbekistán, 20 de julio de 1996) es un futbolista uzbeko, nacionalizado alemán, que juega en la demarcación de defensa para el Borussia Dortmund de la 1. Bundesliga.

## Trayectoria
De padres de origen alemán, y crecido en Alemania, empezó a formarse como futbolista desde 2007 en la disciplina del Hannover 96. En 2015 subió al equipo filial, y en poco tiempo después, el 27 de febrero de 2016, jugó su primer partido con el primer equipo, en un encuentro de liga contra el VfB Stuttgart. Anotó su primer gol con el club el 15 de abril de 2016 contra el Borussia Mönchengladbach.
Tras cinco temporadas en las que jugó 137 partidos y anotó cinco goles, el 28 de julio de 2020 se marchó traspasado al VfB Stuttgart para los siguientes cuatro años. Unos meses antes de esa fecha, y con 123 encuentros disputados desde entonces, amplió su contrato hasta 2027. A pesar de ello, en julio de 2024 fue vendido al Borussia Dortmund con el que se comprometió hasta junio de 2028.

## Selección nacional
El 23 de marzo de 2024 hizo su debut con la selección de Alemania en un amistoso ante Francia que ganaron por cero a dos.

### Participaciones en Eurocopas
| Copa          | Sede     | Resultado        | Partidos | Goles |
| ------------- | -------- | ---------------- | -------- | ----- |
| Eurocopa 2024 | Alemania | Cuartos de final | 2        | 0     |

## Estadísticas

### Clubes
Actualizado al último partido disputado el 5 de julio de 2025.
| Club                         | Div.          | Temporada     | Liga  | Liga  | Copas nacionales | Copas nacionales | Copas internacionales | Copas internacionales | Total | Total |
| Club                         | Div.          | Temporada     | Part. | Goles | Part.            | Goles            | Part.                 | Goles                 | Part. | Goles |
| ---------------------------- | ------------- | ------------- | ----- | ----- | ---------------- | ---------------- | --------------------- | --------------------- | ----- | ----- |
| Hannover 96 II · Alemania    | 4.ª           | 2015-16       | 11    | 1     | —                | —                | —                     | —                     | 11    | 1     |
| Hannover 96 II · Alemania    | Total club    | Total club    | 11    | 1     | 0                | 0                | 0                     | 0                     | 11    | 1     |
| Hannover 96 · Alemania       | 1.ª           | 2015-16       | 8     | 1     | 0                | 0                | —                     | —                     | 8     | 1     |
| Hannover 96 · Alemania       | 2.ª           | 2016-17       | 31    | 2     | 2                | 0                | —                     | —                     | 33    | 2     |
| Hannover 96 · Alemania       | 1.ª           | 2017-18       | 27    | 1     | 2                | 0                | —                     | —                     | 29    | 1     |
| Hannover 96 · Alemania       | 1.ª           | 2018-19       | 34    | 1     | 2                | 0                | —                     | —                     | 36    | 1     |
| Hannover 96 · Alemania       | 2.ª           | 2019-20       | 30    | 0     | 1                | 0                | —                     | —                     | 31    | 0     |
| Hannover 96 · Alemania       | Total club    | Total club    | 130   | 5     | 7                | 0                | 0                     | 0                     | 137   | 5     |
| VfB Stuttgart · Alemania     | 1.ª           | 2020-21       | 31    | 0     | 3                | 0                | —                     | —                     | 34    | 0     |
| VfB Stuttgart · Alemania     | 1.ª           | 2021-22       | 29    | 2     | 1                | 0                | —                     | —                     | 30    | 2     |
| VfB Stuttgart · Alemania     | 1.ª           | 2022-23       | 36    | 1     | 4                | 0                | —                     | —                     | 40    | 1     |
| VfB Stuttgart · Alemania     | 1.ª           | 2023-24       | 33    | 0     | 4                | 1                | —                     | —                     | 37    | 1     |
| VfB Stuttgart · Alemania     | Total club    | Total club    | 129   | 3     | 12               | 1                | 0                     | 0                     | 141   | 4     |
| Borussia Dortmund · Alemania | 1.ª           | 2024-25       | 26    | 2     | 1                | 1                | 15                    | 0                     | 42    | 3     |
| Borussia Dortmund · Alemania | Total club    | Total club    | 26    | 2     | 1                | 1                | 15                    | 0                     | 42    | 3     |
| Total carrera                | Total carrera | Total carrera | 296   | 11    | 20               | 2                | 15                    | 0                     | 331   | 13    |

## Palmarés

### Campeonatos internacionales
| Título          | Club                                   | País    | Año  |
| --------------- | -------------------------------------- | ------- | ---- |
| Eurocopa Sub-21 | Selección de fútbol sub-21 de Alemania | Polonia | 2017 |